# Полезные ископаемые США
Соединённые Штаты Америки (США) обеспечены нефтью, природным газом, рудами урана, железа, титана, ванадия, меди, свинца, цинка, молибдена, вольфрама, бериллия, лития, золота, серебра, фосфоритами, калийными солями, бором, флюоритом, серой, баритом. В то же время страна почти не имеет собственных запасов марганцевых и хромовых руд, бокситов, руд никеля, кобальта, ртути, сурьмы, олова, тантала и ниобия, асбеста. Запасы меди, марганца, никеля, кобальта и др. могут быть существенно увеличены за счет использования бедных руд и руд с океанического дна. Из 40 основных видов минерального сырья только по 18 США обеспечивают себя на 50 % и более. Экономика США зависит от импорта 68 видов сырья, и эта тенденция, очевидно, сохранится в будущем.
Полезные ископаемые США по состоянию на 1999 г.
| Полезные ископаемые                        | Запасы         | Запасы         | Содержание полезного компонента в рудах, % | Доля в мире, % |
| Полезные ископаемые                        | Подтверждённые | Предполагаемые | Содержание полезного компонента в рудах, % | Доля в мире, % |
| Металлы платиновой группы, т               | 310            |                | 22 г/т                                     | 0,5            |
| Алмазы, млн кар. -Природных -Ювелирных     |                | 1,8 1          |                                            | 0,1 0,2        |
| Бокситы, млн т                             | 20             | 297            | 56 (Al2O3)                                 | 0,1            |
| Барит, тыс. т                              | 28000          | 50000          | 55 — 80 (BaSO4)                            | 8,3            |
| Оксид бериллия, тыс. т.                    | 47             | 102            | 0,6 (ВеО)                                  | 20,7           |
| Вольфрам, тыс. т                           | 140            | 200            | 0,2 (WO3)                                  | 5,4            |
| Железная руда, млн т                       | 16000          | 25000          | 24 (Fe)                                    | 9,3            |
| Золото, т                                  | 4950           | 9350           | 0,5 — 1,7 г/т                              | 10,1           |
| Калийные соли (в перерасчёт на К2О), млн т | 70             | 170            | 12 (К2О)                                   | 0,9            |
| Кобальт, тыс. т                            | 2              | 14             | 0,05 (Со)                                  |                |
| Медь, тыс. т                               | 77516          | 117559         | 0,65 (Cu)                                  | 11,6           |
| Молибден, тыс. т                           | 2529           | 3905           | 0,023 — 0,19 (Мо)                          | 28,4           |
| Нефть, млн т                               | 2970,6         |                |                                            | 2,2            |
| Никель, тыс. т                             | 43             | 280            | 0,81 (Ni)                                  | 0,1            |
| Олово, тыс. т                              | 10             | 20             | 0,3                                        |                |
| Плавиковый шпат, млн т                     | 2,3            | 6              | 41 (CaF2)                                  | 1,2            |
| Природный газ, млрд м3                     | 4711           |                |                                            | 3,2            |
| Ртуть, тыс. т                              |                | 0,5            | 0,35                                       | 0,4            |
| Свинец, тыс. т                             | 11391          | 25391          | 3,5 (Pb)                                   | 9,4            |
| Серебро, т                                 | 52550          | 82690          | 190 г/т                                    | 9,6            |
| Сурьма, тыс. т                             | 80             | 90             | 3                                          | 1,8            |
| Уголь, млн т                               | 450000         | 1570300        |                                            |                |
| Фосфориты, млн т                           | 256            | 902            | 20,5 (Р2О5)                                | 4,85           |
| Хром, млн т                                | 17,1           |                | 26 (Cr2O3)                                 | 0,38           |
| Цинк, тыс. т                               | 22868          | 49368          | 3 (Zn)                                     | 8,3            |
| Уран, тыс. т                               | 110            | 110            | 0,11                                       | 4,3            |

## Углеводороды
США имеют большие запасы нефти и газа. По доказанным запасам нефти страна занимает третье место на Американском континенте (после Венесуэлы и Мексики), по доказанным запасам газа — 1-е место (1997). Нефтегазоносность в США связана с 38 нефтегазоносными и 14 предположительно нефтегазоносными бассейнами. Эти бассейны приурочены к впадинам и прилегающих к ним поднятий различного генезиса в пределах докембрийской и эпигерцинской платформ, в срединных массивов и межгорных впадин внутри горных складчатых сооружений Кордильер и эпиплатформного орогена Скалистых гор (см. Нефтегазоносные бассейны Скалистых гор), а также к передовым и краевым прогибам в зонах сочленения платформ с горными сооружениями Кордильер, Аппалачей и к областям прогиба на стыке периферийных структур Северо-Американского континента и Тихого, Атлантического и Северного Ледовитого океанов. Около 75 % всех открытых месторождений расположено в пределах трёх крупнейших бассейнов страны — Мексиканского залива нефтегазоносного бассейна (в частности месторождение Монро), Пермский нефтегазоносный бассейн (в частности, месторождение Воссон) и Западного внутреннего нефтегазоносного бассейна. Открыто (на 1990-е гг.) более 22500 нефтяных и газонефтяных и около 14000 газовых, газоконденсатных и нефтегазовых родов[уточнить], из которых 5 уникальные с начальными промышленными запасами более 300 млн т нефти (Прадхо-Бей, Ист-Тексас, Уилмингтон, Мидуэй-Сансет) или свыше 500 млрд м³ газа (Панхандл-Хьюготон и Прадхо-Бей), около 200 больших (нефтяных с запасами 30-300 млн т и газовых с запасами 30-500 млрд м³), ок. 400 средних (нефтяных и газовых с запасами 10-30 млн т нефти или 10-30 млрд м³ газа). Подавляющее число открытых месторождений являются небольшими по запасам. В 60 крупнейших нефтяных и в 35 газовых месторождениях, запасы каждого из которых более 50 млн т нефти или 50 млрд м³ газа, сосредоточено соответственно 36 и 30 % начальных разведанных запасов нефти или газа страны. На акваториях Атлантического, Тихого и Сев. Ледовитого океанов открыто ок. 600 нефтяных и газовых родов, подавляющая часть которых — в Мексиканском заливе. Ок. 43 % запасов нефти страны и 39 % запасов газа связаны с палеозойскими отложениями, 20 % запасов нефти и 16 % запасов газа с мезозойскими, 37 % запасов нефти и 45 % запасов газа с кайнозойскими. Ок. 60 % начальных доказанных запасов нефти и 45 % запасов газа сосредоточены на глубине до 3 км. Перспективными районами для открытия новых месторождений нефти и газа в США прежде всего является акватории г. Бьюфорта, Чукотского и Берингова морей у берегов Аляски, подводные продолжения нефтегазоносных бассейнов Калифорнии, глубоководные участки в Мексиканском заливе, районы трогов Балтимор-Каньона и Джорджес-Банк в Атлантическом океане у берегов восточных штатов страны, а на суше — пояса надвигов в областях сочленения Кордильер и Аппалачей с Северо-Американской платформой и прибрежными территориями Северной Аляски.
По доказанным запасам нефти и газоконденсата наиболее богатые штаты Техас (26 % запасов страны), Аляска (24 %), Калифорния (15.6 %). В шельфовых месторождениях сосредоточено 14 % национальных запасов нефти, свыше 4 / 5 этих запасов приурочено к акваториям Мексиканского залива. Максимальные мощности осадочного чехла превышают здесь 15 км, в том числе кайнозойского — 12 км. Локальные структуры разнообразны — от диапировых куполов в тектонически нарушенных изоклинальных складках, их амплитуды колеблются от десятков метров до нескольких километров. Под мощными соляными куполами выявлено более 1200 месторождений нефти. Всего в НГБ по состоянию на 2000 г. было открыто более 6800 нефтяных месторождений на суше и более 930 — в водах Мексиканского залива. В Пермском НГБ Западного Техаса с мощностью осадочного чехла до 8 км, богатые нижнемеловые песчаники, верхнепермские песчаники и доломиты, палеозойские песчаники, известняки и доломиты, докембрийская кора выветривания. Всего в НГБ открыто более 6 тысяч нефтяных месторождений с начальными запасами около 6 млрд т. На Западном побережье США нефтеносные узкие, продолговатые в субмеридиональном направлении межгорные и предгорные бассейны: Сонома-Оринда-Ливермор, Грейт-Валли, Салинас-Куяма, Санта-Мария , Вентура-Санта-Барбара, Лос-Анджелес (уникальное по запасам месторождение Уилмингтон). Прогнозные ресурсы природного газа оценены Комитетом по газовым ресурсам (US Potential Gas Committee) на 1.01.1999 г. в 25.36 трлн.м 3 (на 1.01.1997 г. — 26.06 трлн.м 3). Кроме того, прогнозные ресурсы газа угольных месторождений составляют, по оценке, 4 трлн.м 3. Ресурсы природного газа находятся в основных газоносных регионах: Мексиканского залива — 7513.6 трлн м3; Аляска — 5484.5 трлн м³; бассейны Скалистых гор — 4245 трлн м3; Западный Внутренний НГБ (Мидконтинент) — 3455.4 трлн м3; Приатлантический регион — 2940.4 трлн м3; Тихоокеанский регион — 1052.8 трлн м3. Существует тенденция увеличения запасов природного газа в США. По данным Администрации энергетической информации (EIA), в 2001 г. к запасам газа (сухой газ) был прирост на 644 млрд куб.м. Запасы открытых месторождений составляли 101.26 млрд м³, прирост за счет уточнения запасов известных месторождений — 463.55 млрд м³, запасы новых залежей на старых месторождениях — 79.24 млрд куб.м. Прирост запасов превысил добычу на 31 % [Petroleum Economist. 2002. V.69, № 11].
По оценкам British Petroleum на 2003 г в США запасы нефти составляли 30 млрд барр., Доля в мире — 3 %, по уровню потребления будущий продуктивный период — 11 г. Запасы газа (трлн. м³), доля в мире и годы добычи, оставшиеся для США соответственно: 5 (3 %), 7 лет.
Битуминозные сланцы. В США распространены битуминозные (горючие) сланцы, которые приурочены, г.о., до девонских отложений Аппалачского бассейна и палеоген-неогеновых отложений региона Скалистых гор. Наибольшее значение имеют эоценовые отложения Грин-Ривер (Скалистые горы). Пласты мощностью свыше 5 м занимают здесь площадь 20 тыс. км², выход нефти более 5,7 %. «Сланцевая» нефть плотность 930—950 кг / м3, имеет большую вязкость и отличается от нефти обычных месторождений значительным содержанием азотистых веществ и насыщенных соединений. Запасы нефти в сланцах Скалистых гор оцениваются в 20 млрд т, газа — в 17 трлн м3.
По мнению заместителя министра финансов РФ Алексея Моисеева (окт. 2012): «В США активно разрабатывается сланцевая нефть, и, возможно, через 20 лет эта страна полностью прекратит закупки за пределами Северной Америки».

## Уголь
США обладают крупнейшими в мире подтвержденными запасами угля всех типов. Оценены суммарные резервы угля в США — 3,6 трлн т, в том числе, пригодных для добычи современными методами — 461 млрд т [Coal Int. — 2000. — 248, № 5. — Р. 191—193, 195—197]. Каменные (битуминозные) угли и антрациты сосредоточены в угольных бассейнах восточной и центральной части страны: Аппалачскому (штаты Пенсильвания — Пенсильванский угольный бассейн, Огайо, Западная Виргиния, Теннесси, Алабама, восточная часть Кентукки), Иллинойском (штаты Иллинойс, западная часть Кентукки , Индиана), Внутреннем Западном (штаты Айова, Миссури, Оклахома, Канзас, Небраска) и Пенсильванском (западная часть штата Пенсильвания, антрациты). Бассейны с бурым и суббитуминозным углем расположены в западной части (штаты Северная и Южная Дакота, Вайоминг, Монтана, Юта, Колорадо, Аризона, Нью-Мексико), а также на юге страны (штаты Техас, Арканзас, Миссисипи, Луизиана, Алабама). Ряд малоосвоенных бассейнов известный на Аляске, в частности бассейн Лисберн-Колвилл. Осн. пром. угленосность приурочена к отложениям каменноугольного (пенсильванского), мелового и палеогенового возраста. Угольные бассейны связаны с большими платформенным синеклизы (Иллинойский, Внутренний Западный, Форт-Юнион), передовыми прогибами поздних герцинид (Аппалачский, Пенсильванский) и эпиплатформного орогена (бассейны Зап. Штатов: Юинта, Сан-Хуан-Ривер Грин-Ривер и др.). Запасы угля в США характеризуются в основном пологим залеганием пластов (средняя мощность — около 1 м) на небольшой глубине, распространенностью на больших площадях, устойчивостью боковых пород, умеренным содержанием воды и газа, а также большим разнообразием типов углей и вообще высоким их качеством.

## Уран
По запасам урановых руд США входят в первую 8-ку стран мира (после Австралии, ЮАР, Канады, Бразилии, России, Казахстана и Намибии, 1999). Пром. запасы урана сосредоточены в зап. районах страны, в трех основных рудных провинциях: на плато Колорадо рудные районы Грантс, Юраванский пояс, Лисбон-Валли и др.), в межгорных впадинах шт. Вайоминг (рудные районы Шерли-Бейсин, Гас-Хиллс, Паудер-Ривер и др.), в зап. части прибрежной равнины Мексиканского залива (ния Фелдер, Панна-Мария и др.). Ряд средних по масштабам месторожд. есть также в Кордильерах. Осн. запасы урановых руд (свыше 95 %) сосредоточены в эпигенетических инфильтрационных месторождениях, залегающих в неметаморфизированных терригенных породах триасового-юры и неогена (эоцена) на глубине от 0 до 1200 м. Ср. содержание в рудах 0,1-0,3 % U3O8. Гл. рудные минералы: кофинит, оксиды урана, карнотит, иногда руды комплексные, урано-ванадиевые (1,25-1,5 % V2O5). Небольшая часть запасов заключена в гидротермальных жильных месторождениях неогена.

## Железо
По запасам железных руд США занимают первое место на Американском континенте (1999). В США есть большие месторожд. железняка, способные обеспечить сырьем потребности страны. Гл. тип железорудных месторожд. — Пласто-и линзообразные тела магнетит-гематитовых руд в докембрийских железистых кварцитах (таконитах). Большие месторожд. этого типа располагаются на севере США близ границы с Канадой, в районе оз. Верхнее. В рамках этого бассейна находится 89 % общих запасов США. Наиболее крупными по запасам являются месторожд. Месаби (12 млрд т руды со ср. содержанием Fe 49 %), Маркетт (запасы руды 5 млрд т, содержание 41 %), Меномини (запасов 5 млрд т, содержание 33 %) и Куюна (запасы 370 млн т, в том числе 176 млн т железо-марганцевых руд с содержанием Fe 30 % и Mn 10,5 %).
В начале XXI века большая часть запасов богатых руд в США уже добыта. По разным оценкам, разведанные запасы низкосортных руд, оставшиеся составляют 2.6-6 млрд т. Значительные запасы железной руды (0.9-2 млрд т) сосредоточены в месторождениях Бирмингемского района. Руды сложены преимущественно гематитовыми оолитами и в среднем содержат 35 % железа.

## Титан
США имеют значительные запасы титановых руд, заключенных в месторожд. ильменита, кроме того, запасы подсчитаны в месторожд. рутила. Все запасы рутила и 60 % запасов ильменита — россыпи, представленные древними и современными прибрежно-морскими и речными отложениями (шт. Флорида, Нью-Джерси, Теннесси, Джорджия, Южной и Сев. Каролина и др.). Больше месторожд. — Трейл-Ридж в шт. Нью-Джерси с запасами более 300 млн т ильменитового песка, которая включает около 2,0-2,5 % TiO 2, другие россыпи более мелкие (Лейкхерст, Грин-Ков-Спрингс Хайленд и др.). Сер. содержание TiO2 в рутиловых россыпях 0,5-3,0 %, в ильменитовых 1,0-5,0 %. Коренные месторожд. титана представлены ильменит-магнетитовых рудами в массивах ультраосновных-основных пород. Большое месторожд. этого типа, связано с габбро-анортозитов массивом Тегавус в шт. Нью-Йорк (29 млн т TiO 2 при содержании в руде 18-20 %). Прочие запасы представлены более бедными (до 14 % TiO 2) ильменит-магнетитовых рудами в штатах Аляска, Вайоминг, Нью-Йорк и др.

## Ванадий
На терр. США известны три осн. типа месторожд. ванадиевых руд: ванадиеносные фосфориты шт. Айдахо и Вайоминг (ок. 55 % запасов), инфильтрационные урано-ванадиевые руды в песчаниках плато Колорадо (43 %) и собственно ванадиевые месторожд. в шт. Арканзас (2 %). В фосфоритах Айдахо содержится 0,1-0,3 % V2O5. В песчаниках плато Колорадо содержание V2O5 достигает 1,0 %. Месторожд. этого типа (Юраван, Егнар, Пандоре и др.) играют осн. роль в добыче ванадия в США.

## Марганец
США не располагают существенными запасами марганцевых руд и полностью зависят от импорта. В рудах железистых кварцитов района оз. Верхнее концентрация составляет 4-35 % Mn (район месторождения Куюна); эти руды используются как железо-марганцевые.

## Бериллий
По запасами и ресурсами бериллиевых руд США входит в пятерку ведущих стран мира (по запасам — 1-е место, 1999 год). Основу минерально-сырьевой базы страны составляет крупное месторождение бертрандитовых руд  (Спьор-Маунтин) (Юта). Это вулканогенно-гидротермальное месторождение палеогена. Содержание ВеО в руде, добываемой, высокий 0,75-1,0 %.

## Бокситы
Сравнительно небольшие запасы бокситов в США рассредоточены в месторождениях небольшого масштаба в штатах Арканзас (Арканзас — всего, 35 млн т бокситов), Джорджия (Андерсонвилл, Ирвингтон), Алабама (Юфола), Миссисипи (Типпи-Бентон, Понтоток, Чаттануга), Виргиния (Спотсвуд), на Гавайских о- вах (Кауаи, Мауи) и др. Это месторожд. осадочного, латеритные и полигенно типов. Ок. 30 % всех запасов страны — низкокачественные бокситы Гавайских островов.

## Вольфрам
США занимают пятое место в мире (после Китая, Казахстана, Канады и России, 1999) по запасам вольфрамовых руд (1999). По добыче вольфрама США занимают пятое место в мире (после Китая, России, Казахстана и Канады, 2000) — 3,6 % (0,8 млн т). Большая часть подтвержденных запасов вольфрама (57 %) сосредоточена в комплексных молибден-вольфрам-оловянных рудах штокверковых месторождений. Известно более 50 месторожд. вольфрама в зап. штатах страны (Калифорния, Невада, Монтана, Юта, Орегон, Вашингтон, Айдахо) и на Аляске. Ок. 60 % запасов заключено в числ. скарновых месторожд. шеелита, 40 % — в молибденового штокверковых месторожд. Клаймакс. Содержание WO3 в рудах шеелитовых скарновые 0,5-1,0 %. Перспективный источник вольфрамовой сырья — рапа оз. Сьорлс (0,07 % WO 3) в шт. Калифорния.

## Золото
По российским источникам США по запасам золотых руд занимают второе место в западном мире после ЮАР (1999) и третье в мире (после ЮАР и России). Горным бюро и Геологической службой США база запасов золота оценивается несколько иначе: ЮАР — в 38 тыс. т, США — в 6 тыс. т, Австралии — в 4.7 тыс. т, Канады и России — по 3.5 тыс. т, мировая база — 72 тыс. т. По данным этого же источника, за ресурсами золота США занимает пятое место в мире; сравнительная картина такова: ЮАР — до 60 тыс. т, Россия — более 25 тыс. т, Китай и Бразилия — по 7-10 тыс. т в каждой, США — 5-7 тыс. т.
Месторожд. золота характеризуются большим разнообразием геол.-пром. типов. Осн. значение имеют коренные золоторудные месторожд. (55 % запасов), 8 % приходится на россыпи и 37 % на золотосодержащие (35 % в медно-порфировые и 2 % — полиметаллические). Золотоносные районы расположены вдоль зап. и юго-вост. побережья (соответственно примерно 63 и 2 % запасов), в центр. части страны (19 %) и на Аляске (13 %). Гл. золотоносный район (штаты Калифорния, Невада, Аризона, Юта, Айдахо) приурочен к мезозойско-кайнозойской складчатой системы Кордильер. В центр. части страны выделяется два золотоносных района: Блэк-Хиллс (большое месторожд. Гомстейк) и рудный пояс Колорадо. На 1998 г. общие ресурсы Au на Аляске были увеличены до 1925,3 т, из которых 690,5 т по месторожд. Донлин Крик, Пеббл, Пого и шотган.

## Кобальт
Сырьевая база кобальтовых руд в США невелика. Запасы низкокачественных кобальтовых руд заключены в никелевых латеритных и магматических месторожд. а также в жильных месторожд. полиметаллических руд. В связи с дефицитом кобальта и ряда др. видов к.к. большое внимание уделяется изучению железомарганцевых конкреций на океаническом дне. При ср. содержании кобальта в конкрециях Тихого ок. 0,22-0,36 %, первоочередными считаются участки на глубине до 2,5 км, содержащие 0,4-1,2 % (до 2,5 %) кобальта.

## Литий
По запасам литиевых руд США в 1990-х гг. входили в первую пятёрку стран. Месторождения двух типов: сподуменовых пегматитов шт. Сев. Каролина (92 %) и рассолы оз. Силвер-Пик в шт. Невада (8 %). Богатые сподумен пегматитовых дайки содержат 1,5 % Li2O, а также альбит и мусковит. Подземные рассолы оз. Силвер-Пик содержат в среднем 0,04 % Li 2 O.

## Медь
По общим и подтвержденным запасам медных руд США занимают второе место в мире после Чили (2003). Здесь известно более 70 месторожд. меди почти всех геол.-пром. типов. Ок. 86 % запасов заключено в медно-порфировых родов; из других типов промышленное значение имеют стратиформные (5 %), колчеданные (5 %) и медно-никелевые месторожд. Перспективы выявления новых пром. месторожд. меди имеются в складчатых областях зап. части страны, в частности в штатах Аризона, Монтана, Юта, Мичиган (месторождение Лейк-Сьюпериор).

## Молибден
По общим и подтвержденным запасам молибденовых руд США занимают первое место в мире (2003). США обладают 28,5 % общих и 28,4 % подтвержденных мировых запасов молибдена. В сверхмощных молибденпорфировых месторождениях Хендерсон, Клаймакс, Куэста и Куотс-Хилл заключено около 70 % подтвержденных запасов страны и 20 % мировых. Содержание молибдена высок: 0.11-0.22 %.
Гл. типом пром. месторожд. молибденовых руд порфировых (молибден-порфировых — 56 %, комплексный медно-порфировых с молибденом — 44 % запасов). Сер. содержание молибдена в молибден-порфировых месторожд. 0,075-0,492 %, в медно-порфировых 0,008-0,075 %. Всего в США известно свыше 30 месторожд. с пром. запасами молибдена, преимущественно большинство из которых эксплуатируется. Молибденовые месторожд. распространены в зап. штатах и приурочены к порфировым интрузиям гранитоидного состава. Месторождения собственно молибденового типа: Кварц-Хилл на Аляци, Клаймакс, Хендерсон, Маунт-Эммонс, Куэста, Гоат-Хилл, в шт. Нью-Мексико, Томпсон-Крик в шт. Айдахо. Руды вкрапленные и прожилково-вкрапленные.

## Никель
Запасы никелевых руд в США весьма ограничены и сосредоточены в двух латеритных месторожд. силикатных руд в коре выветривания ультраосновных пород никель-Маунтин (шт. Орегон) и Гаскет-Маунтин (шт. Калифорния). Содержание никеля в рудах до 1-1,5 %. Олово. Около 1 / 2 запасов (всего незначительных) оловянных руд США заключено в молибденового месторожд. Клаймакс. Содержание олова в рудах 0,006 %. С др. месторожд. наиболее значительные метасоматические месторожд. комплексных руд Лост-Ривер на полуострове Сьюард на Аляске, содержащий касситерит, флюорит, минералы бериллия и вольфрама.

## Металлы платиновой группы
По подтвержденным запасам МПГ США занимают 5-ю позицию в мире (после ЮАР, России, Зимбабве и Канады, 1999). По прогнозными ресурсами МПГ США занимает второе место в мире — 9-10 тыс.т (после ЮАР — 15-25 тыс.т; в мире вместе — 40-60 тыс.т, 2000). Запасы платиновых руд заключены в осн. в медных рудах месторожд. зап. штатов, незначительное кол-во — в рассыпных месторождениях Аляски.
Крупнейшие месторождения платиноидов США — Стиллуотер (владелец — компания Stillwater Mining) расположено в шт. Монтана, вблизи его южной границы и Ист-Боулдер — в 21 км сев.-западнее от него. Оба месторождения приурочены к юго-западного борта расслоенного Лополит основных-ультраосновных пород Стиллуотер. Возраст пород, слагающих Лополит, 2.7 млрд лет. Подошва его залегает субгоризонтально на раннеархейских гнейсах и гранитоидах. Лополит имеет мощность 6-8 км и составлен тремя сериями мафит-ультрамафитових пород. В основе нижней серии залегает горизонт норито (мощностью 150 м) с прослойками бронзититов; выше залегают ультраосновных г.п. — Гарцбургиты, бронзититы, перидотит и др., переслаивающиеся, с подчиненными слоями норито. В низах средней серии находится мощный (до 800 м) горизонт норито, в средней её части — слой габбро (300—600 м), в верхах — мощный (1100—1500 м) горизонт анортозитов и подчиненных им троктолитов и габбро. Верхняя серия Лополит (400—1100 м) почти полностью состоит из габбро. В норито нижнего горизонта средней серии располагается слой (или риф) JM. Содержание МПГ в нём 15-120 г / т. На порядок меньше концентрации платиноидов обнаружены также в норито подошвы Лополит, в маломощных слоях хромитита, а также в отдельных обогащенных хромитов участках тел оливиновых бронзититов. Продуктивный риф JM прослеживается по простиранию на 45 км, по падению максимально на 6.5 км. Средняя мощность рифа — около 2.4 м, среднее содержание МПГ — 21.8 г / т [Engineering and Mining Journal. 2001. V.202, № 6].
На 1999 г подтвержденные запасы месторождения Стиллуотер категории proven составляли 1.764 млн т руды с суммарным содержанием платины и палладия 23.0 г / т, категории probable — 21.216 млн т с содержанием платины и палладия 22.1 г / т; общие подтвержденные запасы платины и палладия — 509.5 т Отношение палладия до платины в рудах со средним содержанием платиноидов 22.1 г / т составляет 3.3: 1.
На месторождении Ист-Боулдер (отрезок рифа JM протяженностью около 4 км в интервале глубин 500—600 м) на 1999 г подтвержденные запасы руды категории probable — 13.313 млн т с суммарным содержанием платины и палладия 22.1 г / т, или 294.2 т этих металлов [ Stillwater Mining Co. 1999 Annual Report. JM Reef Reserves http://www.stillwatermining.com/ar99_JMReef.pdf (недоступная+ссылка). 2000]
Подтвержденные запасы платины и палладия обоих месторождений составляют 803.7 т, из них палладия 616.8 т, платины — 186.9 т. Выявленные ресурсы платиноидов (с предполагаемыми запасами) оценены компанией Stillwater Mining в 854 т, а прогнозные ресурсы — в 7 тыс. т [Engineering and Mining Journal. 2001. V.202, № 3]. По др. оценками (Д. А. Додин и др.) прогнозные ресурсы МПГ в массиве Стиллуотер составляют не менее 30 тыс. т.

## Свинец
По состоянию на 1999 по общим запасам свинцовых руд США занимают первое место, а по доказанным — 3-е место (после Австралии и Казахстана) в мире. Известно около 100 месторожд. свинцовых руд, в осн. в центре и зап. частях страны в крупнейших горнорудных районах: пивд.-сх. шт. Миссури (ок. 70 % запасов), Кер-дьАлен (4 %), верхняя Миссисипи (3 %), на Аляске (10 %) и Три-Стейтс (ок. 1 %). На другие числ. районы приходится 10-15 % запасов свинцовых руд. Осн. запасы (ок. 80 %) содержатся в стратиформных месторожд. типа «долины Миссисипи», конечно локализованных в мелководных мор. карбонатных и терригенных отложениях нижнего. палеозоя. Среднее содержание свинца в рудах 3-8 %, цинка 0,5-1,5 %, меди 0,1 %. Примеси: никель, кобальт, кадмий, серебро, германий, висмут, индий.

## Цинк
По запасам цинка США вместе с Канадой разделяют 2-3-е место в мире (после Казахстана, 1999). Крупнейшими являются стратиформные месторожд. типа «долины Миссисипи». Ок… 60 % всего цинка, добываемого в стране дают руды цинковых месторождений, 15-20 % получается попутно из свинцовых руд, 15-20 % — из комплексных свинцово-цинковых, 5 % — из медно-цинковых, медно-свинцовых, медно-полиметаллических и др. руд. Крупнейшие запасы цинковых руд сосредоточены в карбонатных породах ниж. палеозоя района Мидл-Теннесси (стратиформные месторожд. Елмвуд, Гордонсвилл, Стонуолл и др.) и карбонатных породах протерозоя района месторожд. Балмат-Эдуардс (шт. Нью-Йорк). Содержание Zn в руде до 3,5-5,2 %.

## Ртуть
По ресурсам ртути США занимают второе место на Американском континенте (после Мексики, 1999). Запасы ртутных руд сосредоточены главным образом в одном ртутном месторожд. Мак-Дьормитт (шт. Невада). Среднее содержание ртути в рудах 0,45 %.

## Серебро
По запасам серебряных руд США занимают второе место в мире (после Польши, по данным на 2000 год). Месторожд. руд серебра относятся к различным геол.-промышленных типов: собственно серебряные с попутными свинцом и цинком (ок. 35 % запасов, на 1990-е годы), месторожд. цветных металлов с серебром (64,5 %), золото-серебряных (0,5 %). Среди собственно серебряных месторожд. всего жильных месторожд. серебра со свинцом и цинком (ок. 80 % запасов). Географически они расположены в районе Кер-дьАлен, шт. Айдахо. Жильные рудные тела контролируются большим разломом, среди аргиллитов и кварцитов докембрия. Наиболее богатые руды содержат до 750—1100 г / т серебра. В других содержание серебра составляет 80-500 г / т. Среди месторожд. цветных металлов ок. 50 % запасов руд серебра содержатся в медно-порфировых месторожд. (Напр., Бингем), 28 % — на жильные полиметаллические (Бьютт), 17 % — стратиформные свинцово-цинковые и 5 % — др. типов.
По состоянию на 2000 г. в США до 45 % общих запасов и около 65 % годовой добычи серебра приходится на гидротермальные месторождения серебряных и золото-серебряных руд. В месторождениях серебряных руд Кер, Галена в рудном узле Кер-дьАлен, Саншайн, Рочестер, Силвер-Валли подтвержденные запасы серебра колеблются от 1000 до 2500 т при содержании его в рудах 400—800 г / т. В месторождениях золото-серебряных руд Мак-Коу-Ков, Раунд-Маунтин, Кинросс-Деламар, Дентон-Рохайд подтвержденные запасы серебра составляют 300—1400 т при содержании серебра 40-400 г / т. В месторождениях меднопорфирового типа Мисьон, Бингхэм, Моренси и др. сосредоточено до 28 % общих запасов и добывается 22 % серебра страны. Эти месторождения характеризуются большими подтвержденными запасами серебра (2.5 7 тыс. т) при содержании его в рудах, измеряемая первых десятках граммов на тонну. Меньшую роль в минерально-сырьевой базе серебра США играют полиметаллические свинцово-цинковые месторождения Ред-Дог, Гринс-Крик, Монтана-Таннельс. Подтвержденные запасы серебра в рудах этих месторождений составляют 1.5-10 тыс. т при содержании серебра 60-600 г / т. Обеспеченность страны общими запасами серебра при современном уровне добычи — 13 лет.

## Сурьма
Запасы стибиевых руд в многочисленных мелких месторожд. типов: жильных кварц-антимонитовых (Томпсон-Фолс, штат Монтана), жильных комплексных серебро-стибиевых (Саншайн, шт. Айдахо) и стратиформных сурьма-свинцовых («Свинцовый пояс» на пивд.-сх. шт. Миссури) Больше по запасам месторожд. Саншайн в рудном районе Кер-дьАлен, в рудах которого содержится около 0,3 % Sb.
Фосфориты США обладают крупнейшими ресурсами Р 2 О 5 (23.7 % мировых). Ресурсы бассейна Скалистых гор в США по некоторым оценкам составляют 7.55 млрд т P2O5, другие источники дают меньшие значения. В недрах США сосредоточено 6,1 % мировых общих запасов фосфора. По запасам фосфоритов страна занимает второе место в мире (после Марокко, 2003). Осн. запасы фосфоритов в США (95 %) сосредоточены в двух крупных фосфоритоносный регионах в Восточно-Американской фосфоритоносный провинции (штаты Флорида, Сев. и Юж. Каролина) и Скалистых горах (штаты Айдахо, Юта, Вайоминг, Монтана). Перспективы увеличения запасов фосфоритов в США связаны с бас. Атлантической береговой равнины.

## Калийные соли
США обладают значительными запасами калийных солей, заключенными в осадочных месторождениях, а также в отложениях соленосных озёр и озерных рассолах. Ресурсы калийных солей в стране оцениваются в 6 млрд т. Руды залегают сравнительно глубоко — в интервале от 1830 м до 3050 м.
На терр. США известно три крупных соленосных бассейна: делаверских, Парадокс (штаты Юта, Колорадо) и Уиллстонський на границе с Канадой (штаты Монтана, Сев. И Юж. Дакота). Из соленосных озёр крупнейшими являются Большое Соленое оз. (Шт. Юта) и оз. Сьорлс (Калифорния). Осн. запасы калийных солей сосредоточены на Карлсбадском месторожд. Делаверского бас.

## Естественная сода
США имеют значительные запасы природной соды. Ископаемая сода (престол), имеющий пром. значения, известная в составе эоценовой толще Грин-Ривер (Виргиния). Природную соду добывают из озёр шт. Калифорния (Сьорлс и др.).

## Бор
По запасам борных руд США занимают одно из ведущих мест в мире. Основные месторождения борных руд известны на юге Калифорнии, где они локализуются в вулканогенно-осадочных озерных отложениях неогена. Крупнейшее в стране и в западном мире месторождение Борон в пустыне Мохаве (Мохейв) имеет запасы около 130 млн т. руды (35 млн т. В2О3), составленной натриевыми гидратами. Руды залегают на глубине 40-340 м.

## Флюорит
США имеют существенные запасы флюорита, содержащиеся в числе мелких месторождений в различных районах страны. Месторождения представлены разнообразными геол.-пром. типами. В целом по месторождениям страны среднее содержание флюорита составляет около 37 %. Флюорит распространен также в комплексных свинцово-цинковых, олово-вольфрамовых, молибденовых, редкометаллических и др. рудах.

## Сера
По запасам самородной серы США занимают одно из ведущих мест в мире. Основной промышленный тип месторождений — инфильтрационно-метасоматический. Месторождения приурочены к ангидрид-вмещающим породам (эвапориты) в осадочных отложениях перми (Техас), а также к ангидритовым залежам мезозоя-кайнозоя (Луизиана). Подчиненное значение имеют небольшие вулканические месторождения самородной серы в штатах Калифорния и Невада. Больше месторождение — Растлер-Хиллс (Растлер-Спрингс) в Техасе с запасами 60 млн т. при содержании S 15-18 %.

## Барит
По запасам барита США занимают третье место в мире (после Казахстана и Китая, 1999). Прогнозные ресурсы барита категорий Р1 + Р2 составляют 150 млн т [Mineral Commodity Summaries — http://minerals.er.usgs.gov/minerals/ Архивная копия от 30 июня 2007 на Wayback Machine]. Основные баритовые месторождения США сосредоточены в шт. Невада, где разрабатываются как пластовые, так и жильные залежи. Крупнейшие из них — Грейстоуна-Майн, Аргента-Майн, Маунтин-Спрингс, Росси-Майн.
Главные типы месторождений: стратиформных (ок. 50 % запасов), жильный (30 %) и остаточный (20 %). По другим данным ок. 80 % разведанных запасов барита приходится на стратиформные месторождения, ок. 20 % — на жильные. Стратиформные месторожд. относятся к сер. палеозоя, локализованные в кремнисто-сланцевых толщах и представлены пластовыми телами мощностью 1-15 м при площади в неск. км², содержание барита достигает 50-95 %. Крупнейшие месторожд. известные в шт. Невада, мелкие — в штатах Арканзас, Калифорния, Джорджия и Миссури. Жильные месторожд. включают многочисленные, чаще мелкие скопления барита, связанные с пустотами карстового и иного происхождения в известняках и доломитах ниж. палеозоя. Они распространены в штатах Миссури, Алабама, Вирджиния, Теннесси, Джорджия и др. Остаточные месторожд. формировались при эрозии пород, содержащих первичные баритовые тела. Мощность остаточных залежей от 3-5 м (шт. Миссури) до 50 м (м-ния Картерсвилл, шт. Джорджия). Содержание барита в рудах в сер. 120—180 кг/м³.

## Асбест
Запасы асбеста в США сосредоточены в месторожд. хризотил-асбеста квебекского типа, связанных с массивами серпентинитов и серпентинизованных ультраосновных пород на зап. страны, в пределах Кордильер, и на востоке, в Аппалачах. Наиболее значительные месторожд. — Копперополис и Санта-Рита в шт. Калифорния. Они представляют собой штокверки из поперечно волокнистым асбестом, сэр. содержание которого составляет ок. 10 %. Месторожд. Аризонского типа представлены асбестовыми зонами в известняках. Наиболее известное из них — месторожд. Хризотил в шт. Аризона содержит высококачественный длинноволокнистых асбест.
США обладают многочисленными месторожд. нерудного индустриального сырья и д. материалов (бентонитов, глин, облицовочных камней, мрамора, песка, гравия, щебня и т. д.). Известен ряд месторождений драгоценных и поделочных камней, из которых наибольшее значение имеют бирюза, турмалин, сапфир, хризолит, окаменелое дерево, розовый кварц и нефрит Большая бирюзовая провинция расположена в штатах Колорадо, Нью-Мексико, Аризона, Невада и Калифорния связаны с корами выветривания гранитоидов и кислыми ефузивив порфировой формации верх. мела-олигоцена с сульфидной полиметаллического минерализацией В шт. Монтана находится большое месторожд. сапфира Его-Галш, представленное протяженной (8 км) дайки лампрофиров в нижнекарбоновых известняках формации Эдисон Крупнейшие месторожд. ювелирного турмалина, кунцит и розового берилла: Пала, Сан-Диего, Хималей (шт. Калифорния). Ювелирные камни встречаются в дайках миароловых микроклин-альбитовых пегматитов с лепидолит, залегающие в габбро вблизи контакта с Юго-Калифорнийским гранитным массивом Аналогичные турмалином пегматиты известны в шт. Мэн. Хризолит есть и в щелочных оливиновых базальтах плиоцена в шт. Аризона (Сан-Карлос в округе Апачи), агат — в риолит в шт. Орегон (округ Джефферсон, УОСК и Крук), декоративное окаменелое дерево — в конгломератах триаса (Формации Шинарумп и Чайнл в шт. Аризона), нефрит, жадеит и жад — в серпентинитов в шт. Вайоминг, на Аляске и в Калифорнии.